# Calendriers Jingū
Les calendriers Jingū sont une série de calendriers publiés par les grands sanctuaires d'Ise, connus en japonais sous le nom de koyomi ou reki . Ces calendriers ont une importance historique et culturelle significative au Japon, reflétant l'évolution des relations entre l'État, la religion et le passage du temps. Ils montraient les jours de l'année et diverses choses astrologiques, y compris les notes du calendrier (ja).

## Histoire
La tradition des calendriers Jingū remonte à 1631, avec leur origine attribuée à Moriwaka Tayū (Maître Morikawa), marquant le début de l'Ise goyomi. Ce terme fait collectivement référence aux calendriers produits par des fabricants de calendriers des villes d'Uji et de Yamada, associées respectivement aux sanctuaires intérieurs et extérieurs des Grands Sanctuaires d'Ise.
Avant la restauration Meiji en 1868, les prêtres de rang inférieur d'Ise, connus sous le nom d' oshi, distribuaient ces calendriers aux côtés des amulettes des grands sanctuaires ( Jingū taima ) comme cadeaux annuels à leurs clients. Ce mécanisme de distribution a cessé en 1871 à la suite de l'abolition du système oshi par le gouvernement Meiji.

### Reconnaissance officielle
Les calendriers ont été reconnus officiellement en avril 1882, lorsque le Grand Conseil d'État (太政官, Dajōkan) a émis une directive pour que les Grands Sanctuaires d'Ise distribuent des calendriers officiels (honreki) et des « calendriers officiels abrégés » (ryakuhon goyomi) à partir de 1883. Cette décision a rétabli la publication des calendriers par les Grands Sanctuaires après une brève interruption et a marqué les calendriers, connus officieusement sous le nom de Jingūreki.

### Changements d'après-guerre
Initialement appelés honreki (« calendrier officiel »), les calendriers étaient exclusivement publiés par l'administration des grands sanctuaires ( Jingū Shichō ), détenant le statut d'unique calendrier officiel jusqu'à la Seconde Guerre mondiale. La période d’après-guerre a été marquée par des changements importants, à commencer par la déréglementation de la distribution des calendriers en 1946. Par conséquent, le honreki a été renommé Jingūreki (« le calendrier Jingū »), marquant un nouveau chapitre de son histoire.

## Articles Liés
- Ise-jingu
- Washi
- Okage Mairi (ja)
- Calendrier fantôme (ja)
- Maître du calendrier (ja)
- Ise Koyomi (ja)
- Abe no Seimei
- Da Liu Ren (en)
- Goryō
- Itako
- Kuji In
- Onmyōdō
- Sanpaku (en)
- Seimei-jinja
- Senji Ryakketsu (en)
- Shikigami
- Shinigami
- Tengenjutsu (en)
- Ushi no toki mairi

## Lectures complémentaires
- (ja) 日本陰陽道史総説, Hanawa Shobō,‎ 1981 (ISBN 4827310572)
- (ja) Katsumi Endō, 近世陰陽道史の研究, =Shin Jinbutsu Ōrai Sha (ja),‎ 1994 (ISBN 4404021569)
- (ja) Shinji Kosaka, 安倍晴明撰『占事略決』と陰陽道, Kyūko Shoin (ja),‎ 2004 (ISBN 9784762941672, lire en ligne)
- (ja) Rei Saitō, 王朝時代の陰陽道, Meicho Kankō Kai,‎ 2007 (ISBN 978-4839003302)
- (ja) Katsuaki Yamashita, 平安時代の宗教文化と陰陽道, Iwata Shoin,‎ 1996 (ISBN 4900697656)
- (ja) Keiya Takahashi, 現代・陰陽師入門, Asahi Sonorama,‎ 2000 (ISBN 4257035846)
- (ja) Shōhachi Nakamura, 日本陰陽道書の研究 増補版, Kyūko Shoin,‎ 2000 (ISBN 4257035846, lire en ligne)
- (ja) Ikkei Suzuki, 陰陽道 呪術と鬼神の世界, Kōdansha,‎ 2002 (ISBN 9784062582445, lire en ligne)
- (ja) 安倍晴明公, Kōdansha,‎ 2002 (ISBN 9784062109833, lire en ligne)
- (ja) Jun Hayashi et Jun'ichi Koike, 陰陽道の講義, Sagano Shoin,‎ 2002 (ISBN 4782303610)
- (ja) Shin'ichi Shigeta, 平安貴族と陰陽師, Yoshikawa Kōbun Kan,‎ 2005 (ISBN 4642079424, lire en ligne)
- (ja) Jun Hayashi, 近世陰陽道の研究, Yoshikawa Kōbun Kan,‎ 2005 (ISBN 4642034072, lire en ligne)
- (ja) Shin'ichi Shigeta, 陰陽師, Chūōkōron-Shinsha,‎ 2006 (ISBN 4121018443, lire en ligne)
- (ja) 陰陽道叢書 1 古代, Hanawa Shobō,‎ 2017 (ISBN 978-4626017970)
- (ja) 陰陽道叢書 2 中世, Hanawa Shobō,‎ 2017 (ISBN 978-4626017987)
- (ja) 陰陽道叢書 3 近世, Hanawa Shobō,‎ 2017 (ISBN 978-4626017994)
- (ja) 陰陽道叢書 4 特論, Hanawa Shobō,‎ 2017 (ISBN 978-4626018007)